# تاریخ صفاریان سیستان و ملوک نیمروز
تاریخ صفاریان سیستان و ملوک نیمروز  کتابی است که کلیفورد ادموند باسورث به انگلیسی نوشته است و شاهین میر به فارسی برگردانیده است. باسورث پس از انتشار کتاب سیستان تحت سلطه عرب (تاریخ سیستان از آمدن تازیان تا برآمدن دولت صفاریان) که در آن به تاریخ سیستان پیش از اسلام تا ورود اسلام به ایران و شکل‌گیری نخستین دسته‌های عیاران در سیستان پرداخته است؛ با درخواست و همچنین تشویق اشخاص بسیاری مواجه گردید تا نگارش تاریخ سیستان را ادامه دهد و به وقایع مهم و اثر گذار بعدی منطقه بپردازد. این مهم با مجموعه سخنرانی‌های کلیفورد ادموند باسورث در همایش سالانه ایرانشناسی در دانشگاه کلمبیا به دعوت استاد احسان یارشاطر عملی شد. از این رو باسورث بر تاریخ پیشین خویش نام جلد یک تاریخ سیستان گذارده و کتاب فعلی را جلد دو یا ادامه تاریخ قبلی معرفی می‌کند که در ابتدا مانند جلد پیشین به تاریخ ایالت سیستان پیش از اسلام پرداخته و سپس با دقت بسیار زیادی دلایل شکل گیری عیاران را بررسی و تقابل آنان با خوارج همچنین دسته‌های حکومتی را بیان می‌دارد. این کتاب شامل دو بخش است؛ بخش نخست به معرفی پیشینه سیستان در ادوار مختلف باستانی و تاریخی پرداخته، سپس بر روی کار آمدن صفاریان و روابط دو شاخه لیثی و خلفی با خلفا تمرکز نموده؛ و به درگیری آن‌ها با قدرت‌های همجوار و همچنین متخاصم فرا منطقه‌ای پرداخته است. در بخش دوم نیز روند روی کار آمدن شاهان نصری و ملوک مهربانی تا برآمدن صفویان را روایت نموده است.
او در ادامه سلسله مراتب حاکم بر گروه‌های عیار را برشمرده و روند به امیری رسیدن یعقوب لیث را ذکر نموده است.
باسورث با مرور تواریخ مختلف شرقی و غربی و اسلامی جایگاه صفاریان و گزارش های تاریخی مربوط به قدرت گیری این سلسله همچنین بازماندگان و منسوبین ایشان را با دیدگاه انتقادی مورد تحلیل قرارداده و باز معرفی نموده است. نویسنده این اثر به حوادث مختلف روی داده در دوران حاکمیت صفاریان بر بخش های زیادی از ایران، از زمان قدرت گیری یعقوب تا انتخاب عمرو لیث برادر او بعنوان جانشین پرداخته است.
از جمله موارد مهم مورد تحقیق باسورث، درگیری‌های یعقوب با طاهریان و گماشتگان حکومت در سیستان و مناطق همجوار تا فتح نیشابور و فتوحات صفاریان در مناطق شرقی ایران، نیز لشکرکشی‌های مکرر به استان‌های کرمان، فارس و خوزستان است.
حوادثی که منجر به سقوط طاهریان گردید همچنین همراهی شاخه ای دیگر از طاهریان با صفاریان خصوصا عمرو لیث نیز از نگاه باسورث پنهان نمانده است.
در این اثر بر دوران حاکمیت دیگر جانشینان یعقوب و عمرو از لیثی هاو خلفی ها تا ملوک نصری و مهربانی از امرای بومی و خویشاوند صفاریان با دقت بسیار بالایی پرداخته شده است.
همچنین وقایعی که میان خلفا و جانشینان یعقوب و عمرو لیث رخ داد گزارش گردیده است. باسورث مانند همیشه با دقت بالایی به نقش سامانیان در سقوط عمرو اشاره نموده و رخ دادهای بعدی منطقه را در رویارویی و گاه همراهی با سلسله های گوناگون از جمله غزنویان، سلجوقیان، مغولان و تیموریان تا ظهور حکومت صفوی بررسی و گزارش نموده است.
باسورث در بخش هایی از کتاب، به سکه‌های ضرب شده توسط سلسه صفاریان و شاخه های آن در مناطقی از ایران و حتی سواحل جنوبی خلیج فارس پرداخته و ضرابخانه‌ها را برشمرده است.
بخش مهمی از کتاب نیز به فتوحات صفاریان در مناطق شرقی ایران همچنین سرزمین هند و کابل و درگیری‌های یعقوب با رتبیل/زنبیل اختصاص یافته است.